# Meridiano 9 W
O meridiano 9 W é um meridiano que, partindo do Polo Norte, atravessa o Oceano Ártico, Oceano Atlântico, Europa, África, Oceano Antártico, Antártida e chega ao Polo Sul. Forma um círculo máximo com o meridiano 171 E. Ao nível da Linha do Equador dista 1002 km do Meridiano de Greenwich
.
Começando no Polo Norte, tem os seguintes cruzamentos:
| País, território ou mar | Notas                                                        |
| ----------------------- | ------------------------------------------------------------ |
| Oceano Ártico           |                                                              |
| Noruega                 | Ilha de Jan Mayen                                            |
| Oceano Atlântico        | Passa a oeste das ilhas de Saint Kilda, Escócia, Reino Unido |
| Irlanda                 |                                                              |
| Oceano Atlântico        |                                                              |
| Espanha                 | Passa no continente e na Ilha de Sálvora                     |
| Oceano Atlântico        |                                                              |
| Portugal                | Passa a leste de Lisboa                                      |
| Oceano Atlântico        | Passa a oeste do Cabo de São Vicente, Portugal               |
| Marrocos                |                                                              |
| Saara Ocidental         | Território reclamado e controlado por Marrocos               |
| Mauritânia              |                                                              |
| Mali                    |                                                              |
| Guiné                   |                                                              |
| Libéria                 |                                                              |
| Oceano Atlântico        |                                                              |
| Oceano Antártico        |                                                              |
| Antártida               | Terra da Rainha Maud, reclamada pela Noruega                 |